# 만하임 비즈니스 스쿨

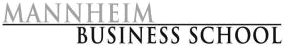
로고

만하임 비즈니스 스쿨(Mannheim Business School ∙ 만하임 경영대학원)은 독일 남부 바덴뷔르템베르크 주 만하임에 위치한 경영전문대학원이다. 비즈니스 스쿨은 2005년 설립되었으며, 1907년 설립된 만하임상업대학에 기원을 두고 있는 독일의 명문 만하임 대학교 (University of Mannheim) 산하 경영대학원으로 소속되어있다. 독일 내 가장 우수한 비즈니스 스쿨로 평가받고 있으며, 유럽 내 비즈니스 교육을 선도하는 기관 중 하나이다.

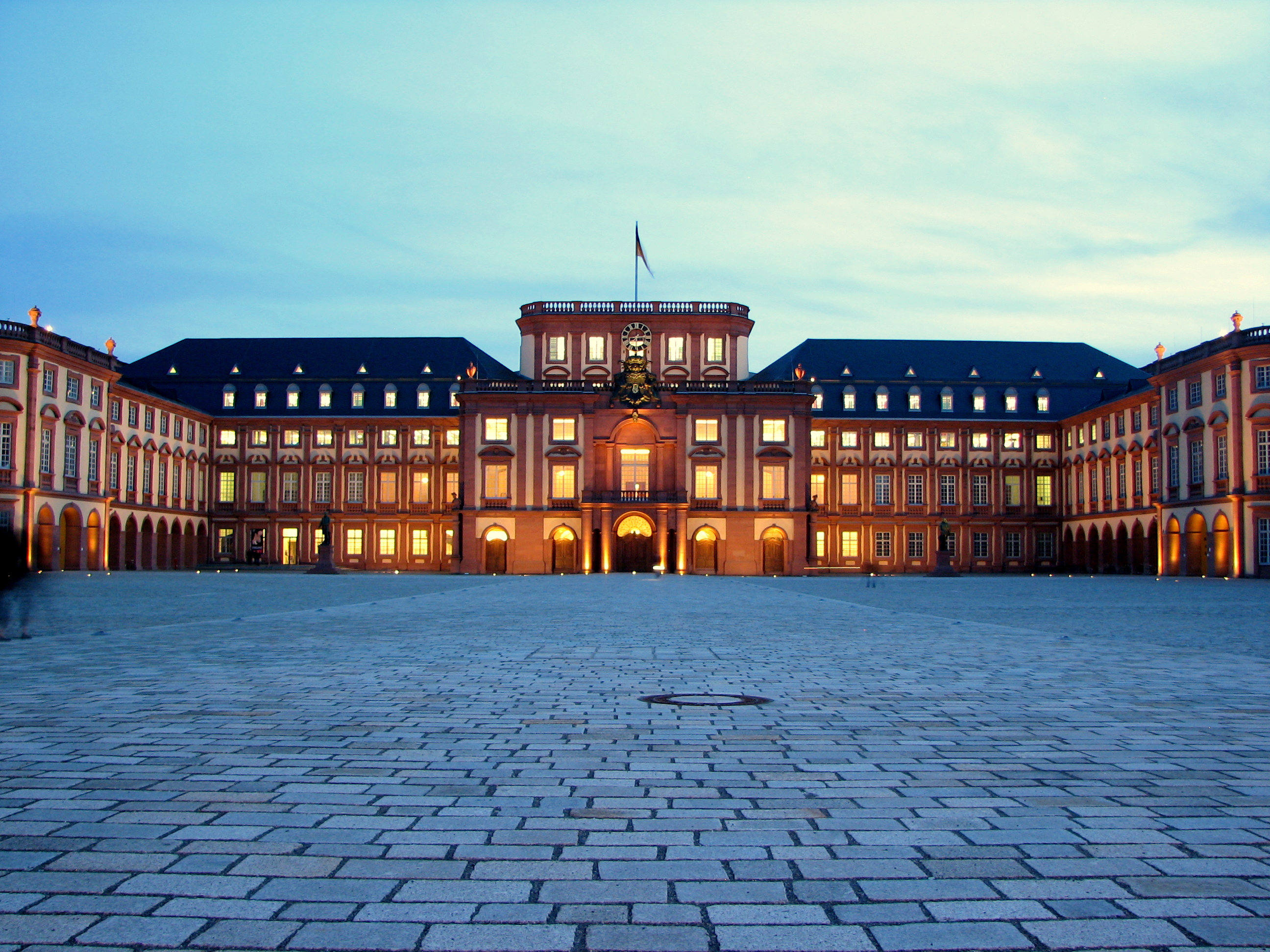
Mannheim Business School - Campus

만하임 대학교와 만하임 비즈니스스쿨은 학사, 석사, M.C.B.L., MBA, EMBA, Ph.D, Customized Programs, Open Courses 등 학계와 경력을 위한 종합적인 교육 서비스를 제공한다.
만하임 비즈니스스쿨은 주요 매체에서 발표한 비즈니스스쿨 순위에서 상위권에 포함되어있다. 2017년 Forbes에서 발표한 1년과정 Full-time MBA 순위에서 세계 8위에 랭크되었으며, 2017년 Economist에서 발표한 Full-time MBA Ranking에서도 독일 1위, 세계 39위에 올랐다. 2017년 Bloomberg Newsweek에서 발표한 Best International Business School (Outside U.S.)에서도 독일 1위, 세계 14위에 랭크되었고, Job Placement에서 비미국 비즈니스 스쿨 중 가장 뛰어난 결과를 보였다. Financial Times에서 발표한 European Business School 랭킹에서 2017년 독일 1위, 유럽 내 15위로 선정되었으며, Master in Management에서는 세계 12위에 랭크되었다. 2016년 Full-time MBA과정은 세계 49위, 2015년 Executive Education - Customized에서는 세계 5위에 올랐다. 만하임 비지니스 스쿨의 Essec & Mannheim EMBA, Mannheim & Tongji EMBA 과정은 Financial Times에서 2017년 각각 세계 46위, 47위를 기록하며 두 조인트 프로그램이 모두 순위에 올랐다. 만하임대학교는 독일의 경제∙시사 전문 주간지 Wirtschaftswoche에서 발표한 독일 기업의 HR에서 가장 선호하는 학교로 15회(2001-2014년, 2016년)에 걸쳐 1위로 평가되었다.
Full-time Mannheim MBA 과정은 해외 유수 비즈니스 스쿨과 제휴하여, 교환학생이 활발하게 이루어지고 있다. 독일, 유라시아, 대서양 연안, 독일 밖의 유럽, 글로벌 과정의 총 다섯가지 트랙을 제공한다. 이를 통해 1년 4학기 중 1~2학기 동안 유럽 북미 아시아 등지의 MBA에서 교환학생 프로그램에 참여할 수 있다. 아시아 파트너는 인도경영대학원(IIM), 홍콩중문대, 싱가포르국립대 등이 있다. 북미에서는 캐나다 퀸스대 경영대학원, 미국 뉴욕대 스턴 경영대학원 등과 협력하고 있다. 유럽에서는 덴마크의 코펜하겐 비즈니스스쿨, 스페인의 EADA, 프랑스의 ESSEC, 영국의 워릭 비즈니스스쿨 등과 파트너십을 맺고 있다. 또한, 만하임 비즈니스스쿨은 프랑스 파리에 위치한 ESSEC, 중국 상하이 소재 퉁지대 경영대학원과 함께 EMBA과정도 진행하고있다.
만하임뿐만 아니라 주변 도시인 프랑크푸르크, 루드빅스하펜, 다름슈타트, 바인하임, 발도르프 등과 같은 경제∙산업도시에 위치한 기업들과 연계가 뛰어나다.
디지털 러닝 프로그램을 제공하고 있으며, 기업과 제휴하여 Microsoft Surface Hubs, SAP University Alliances, MOOC Digital Talent Management, MBSx 등 플랫폼을 제공한다.
2017년 7월에는 독일 분데스리가 축구팀 TSG 1899 Hoffenheim과 파트너십을 맺고, 연구와 교육 프로젝트를 함께 진행하고 있다.
2010년 11월 1일부로 Jens Wüstemann 교수가 만하임 비즈니스 스쿨 총장을 맡고 있으며, 독일의 세계적인 대형 화학업체 바스프(BASF)의 최고경영자(CEO) Kurt Bock가 비즈니스 스쿨의 이사회 의장으로 활동하고 있다.

## 학위과정
For Senior Managers and Executives
1. Mannheim Full-time MBA (정규 코스 12개월 + 3개월: 인턴십 또는 교환학생 가능)
  - German track
  - Eurasian track - Asian Partner Business Schools: National University of Singapore, Chinese University of Hong Kong, IIM-B
  - Transatlantic track - Transatlantic Partner Business Schools: Queen's University, Arizona State University, New York University
  - European track - European Partner Business Schools: EADA, Warwick Business School, ESSEC
  - Global track
2. Mannheim Part-time MBA (24개월)
3. Mannheim Master of Accounting and Taxation (M.Sc.)
  - Accounting Track (modular, 3 years)
  - Taxation Track (modular, 3 years)

For Senior Managers and Executives
1. ESSEC & Mannheim Executive MBA
  - modular (18 month)
2. Mannheim & Tongji Executive MBA
  - modular format, duration flexible
3. Mannheim Executive MBA
  - weekend (18 month)

Executive Education
1. Customized Programs
2. Open Courses

Consecutive Programs (University of Mannheim)
1. Bachelor (B.A.)
2. Master of Sciences (MSc)
3. Master of Competitive Business Law (M.C.B.L.)
4. Ph.D

## 기업의 사회적 책임 (CSR)
기업의 사회적 책임(Corporate Social Responsibility, CSR) 부문에서도 두각을 나타내고 있다. 캐나다의 지속가능성 매거진 Corporate Knights에서 발표한 2017 Better World MBA Ranking에서 독일 1위, 세계 24위에 올랐다. 2015년에는 CSR활동에 대하여 Leistung Engagement Anerkennung (LEA), Baden-Württemberg's Ministry of Financial and Economic Affairs, and the Caritis에서 수여하는 Sozial Engagiert (Social Engaged) 상을 수여받은 5개 기관으로 선정되었다. Social Sustainability Project가 MBA 교육과정 내 필수 요소로 구성되어있고, 매년 약 15개의 Social Project가 지역사회 다양한 기업 및 조직과 협업을 통해 실행되고 있다.

## 인증
만하임 비즈니스 스쿨은 경영교육 평가기관인 국제경영대학발전협의회(AACSB) 인증과 유럽경영대학협의회(EFMD)의 EQUIS와 MBA협의회(AMBA) 인증을 모두 취득하여, 독일 최초로 트리플 인증을 보유한 학교이다.

## 순위

### 국제 순위
- # 36 in the Global MBA Ranking of the Economist and # 1 in Germany (2012)
- # 11 in the Global Financial Times Executive Education Ranking for Customized/Company Programs and # 1 in Germany (2016)
- Among the World's Top 30 Executive MBA Programs in the Ranking of the Economist and # 7 in Europe in (2015)
- Among the best 1-year MBA Programs in the Ranking of Bloomberg Business Week (# 8 overall; 2017)
- # 49 in the Global Financial Times Full-time MBA Ranking (2016)
- Among the World's Top 20 Executive MBA Programs in the Global Green MBA Ranking of Corporate Knights, # 4 in Europe and # 1 in Germany (2015)

### 독일 내 순위
- Best German Business School
  - Wirtschaftswoche (2002–2014, thirteen times in a row) - based on recommendations of German HR managers
  - Capital (2004 and 2006) - based on recommendations of German HR managers
  - CHE (2002, 2005 and 2008) - based on recommendations of German professors of business administration and student surveys
  - Focus (2004, 2005 and 2007) - based on recommendations of German HR managers, professors of business administration, and other criteria
- Best German Professors of Business Administration (Handelsblatt 2014)
  - # 1 Christian Homburg
  - # 2 Martin Weber
- Best German full-time MBA Program
  - # 9 in the European business school ranking of Handelsblatt/Karriere (2006)
  - by far the best German business school in the ranking

## 파트너 기업[15]
- ABB
- Adolf Würth
- alliance
- Bank of America Merrill Lynch International
- BASF
- Bilfinger Real Estate
- Camelot Management Consultant
- Dachser Group
- Ernst & Young
- F. Hoffmann-La Roche
- Fresenius
- Freudenberg
- Fox Petrolub
- HeidelbergCement
- Heidelberger printing machines
- Hornbach-Baumarkt
- IHK Rhein-Neckar
- John Deere Bank
- Kolbenschmidt Pierburg
- Korn / Ferry International
- KPMG
- McKinsey & Company
- PERI
- PHOENIX pharmaceutical trade
- PricewaterhouseCoopers
- Robert Bosch
- Saint Gobain Building Distribution Germany
- SAP
- Voith

## 파트너 스쿨
| America - New York University Stern School of Business - Queen's University - Emory University | Europe - EADA Business School - ESSEC Business School - Warwick Business School | Asia - Chinese University of Hong Kong - National University of Singapore - Indian Institute of Management Ahmedabad |

## 만하임 대학교
만하임 대학교(Universität Mannheim)는 독일의 대학교이다. 만하임대학교(약칭 UMA)는 바델뷔르템베르그주 제2의 도시인 만하임시에 위치하고 있는데, 독일의 하버드라고 불리기도 한다. 1967년에 경제대학에서 지금의 형태로 승격되어 종합대학으로서의 역사는 독일에서 그다지 길지 않은 편이지만, 바로크 양식의 만하임 성에 자리 잡고 있어 대학의 전통은 1763년에 선제후 카를 테오도어(Karl Theodor)가 설립한 쿠어팔츠 과학 아카데미(Kurpfälzische Akademie der Wissenschaften)까지 거슬러 올라간다.
만하임대는 역사적으로 경제학에 장점을 가지고 있다. 만하임대의 역사는 1907년 만하임 지역 부르조아계급의 이니셔티브 일환으로 설립된 만하임 상과대학(Handelshochschule Mannheim)에서 시작되었다. 해당 대학은 상공회의소의 후원으로 1930년대까지 젊은 경제인들을 교육시키는 고등교육기관으로 이용되었다. 또한 경제학뿐만 아니라 철학, 사학, 예술, 자연과학 강좌가 개설되었다. 세계대전 사이에는 심리학과, 교육학과, 통번역학과가 추가적으로 개설되었다. 1933년 아돌프 히틀러가 집권한 이후 만하임 상대는 해체되고 하이델베르크 대학교의 국가・경제학부(Staats- und wirtschaftswissenschaftliche Fakultät)로 흡수되었다. 참고로 나치시대 14명의 유대인 학장 가운데 오직 3명만이 살아남았다. 희생자들 가운데 심리학과 학과장 오토 젤쯔(Otto Selz)가 포함되었는데, 현재 대학 서쪽에 위치한 도로명으로 쓰이고 있다.1946년 만하임 상과대학은 545명의 학생으로 다시 개교했고, 1963년 경제대학(Wirtschaftshochschule)으로 이름을 변경했다. 당시 학생수는 1715명이었다. 1967년 경제대학은 만하임 대학교(Universität Mannheim)로 명칭을 변경하였다.
대학본관은 유럽에서 가장 큰 바로크성인 만하임성(Schloss Mannheim)이다. 만하임성은 기업, 재단, 개인후원자들의 도움(바로크성 르네상스 운동)으로 강의실과 도서관으로 리노베이션되었다.
경영학, 경제학, 사회과학 분야에서 만하임대학교는 독일 최고 고등교육기관으로 평가받고 있다. 독일대기업 인사담당자 500인을 대상으로 실시한 독일 경제전문지 Zeitung Wirtschaftswoche의 평가에 따르면, 2012년 대학의 전 학부가 독일 Top 10에 포함되는 것으로 나타났다. 경영학과의 경우 2001년부터 2014년까지 계속 1위를 차지하였고, 경제학과는 2012년과 2013년 연속으로 1위에 올랐다. 독일대학평가기관인 CHE의 평가에 따르면 2011년 문학부와 경제학부가 최고 평가를 받았다. 총 4개 전공(경영학, 경제학, 정치학, 사회학)이 독일 전체 대학에서 최고 등급을 받았다. 2014년 CHE 평가에서는 경영학이 독일 전역의 국립대학 중에서 최상위등급을 받았다. 또한 대학연구기관인 만하임유럽사회연구소(MZES), 유럽경제연구센테(ZEW), 경제사회과학대학원(GESS)은 독일 전역에서 최고 명성을 가지고 있다.

## 같이 보기
- 만하임 대학교